# 幻影鎮區 (堪薩斯州羅林斯縣)
幻影鎮區（英語：Mirage Township）為美國堪薩斯州羅林斯縣轄下的鎮區。2010年美国人口普查中該鎮區人口有50人。

## 地理
幻影鎮區涵蓋總面積為185.05平方（71.45平方英里），其中185.05平方（71.45平方英里）為陸地，0平方（0平方英里）或0%為水域。海拔高度938（3,077英尺）。

## 人口統計
根據2010年美國人口普查，幻影鎮區人口有50人，住房25戶，人口密度為0.27人/每平方公里。此鎮區居民之種族中，白人有43人，非裔美國人有0人，美洲原住民有0人，亞裔美國人有0人，太平洋島裔美國人有0人，其他種族有7人，混血種族則有0人。此外此鎮區有7人為西班牙裔或拉丁裔美國人。